# Taggsvansagam
Taggsvansagam (Stellagama stellio) är en ödleart som beskrevs av Carl von Linné 1758. Den ingår i familjen agamer och placerades tidigare i släktet Laudakia, men är från 2012 placerad i det egna släktet Stellagama.

## Utseende
Taggsvansagamen är en robust, 20 till 35 cm lång ödla med mörkgrå, brun eller gulbrun ovansida och ljusbrun buk. Längs ryggen har den svaga, gulaktiga, ruterformade markeringar. På hela kroppen, speciellt nacke och ben, har den knölar och taggiga fjäll; svansen har rader av taggar. Dominanta hanar har färgrikare färgteckning i blått, gult eller rödorange. Individerna byter gärna färg så att de är ljusare i varmt väder, och mörkare när de är kalla.

## Utbredning
Utbredningsområdet sträcker sig från Grekland (inklusive stora delar av den grekiska övärlden) över Cypern, Turkiet (där den går norrut till omkring 39ºN), Syrien, Libanon nordvästra Irak, norra Saudiarabien, Jordanien (utom den sydöstra delen) och Israel till norra Egypten. Den har dessutom blivit introducerad till Malta.

### Underarter
Arten delas in i följande underarter:
- S. s. stellio (Linné, 1758)
- S. s. brachydactyla (Haas, 1951) – från södra Israel, Jordanien och Sinai till norra Saudiarabien
- S. s. cypriaca (Daan, 1967) – endemisk för Cypern
- S. s. daani (Beutler & Frör, 1980) – finns främst i den grekiska övärlden
- S. s. picea (Parker, 1935) – Syrien, Libanon, Jordanien och Israel
- S. s. salehi Werner, 2006 – Sinai
- S. s. vulgaris (Sonnini & Latreille, 1802) – förekommer i Grekland, Turkiet och Mellanöstern

## Ekologi
Taggsvansagamen är en dagaktiv art som lever i klippiga habitat, gärna med torrt och soligt klimat. I bergen kan den nå upp till 1 900 m. Arten är allätare; födan består både av animalier, främst insekter och andra ryggradslösa djur, och av gröna växter.
Arten kan bli upp till 6 år gammal.

### Fortplantning
Hanarna är revirhävdande och de bildar grupper med en hane och flera honor. Som nämnts ovan har dominanta hanar ofta klarare färger och dessutom ett nickande hotbeteende. Paningssäsongen infaller från mars till början av juni, då honan kan lägga upp till två äggsamlingar på mellan 3 och 12 ägg i ett utgrävt bo på marken.

## Status och hot
Taggsvansagamen är klassificerad som livskraftig ("LC") av IUCN och populationen är stabil (med undantag för Egypten). Globalt sett har inga större hot registrerats, även om den egyptiska delpopulationen hotas av kommersiell insamling (arten är ett populärt sällskapsdjur) och habitatförlust.